# Iugoslávia nos Jogos Olímpicos de Verão de 1920
Atletas da Iugoslávia competiram nos Jogos Olímpicos de Verão de 1920 na Antuérpia. A Iugoslávia estreou nos Jogos Olímpicos participando de todas as edições dos Jogos Olímpicos de Verão desde então. Onze atletas iugoslavos participaram na Bélgica: apenas a seleção de futebol, sem substitutos. 
De 1918 a 1929, o nome oficial do país era Reino dos Sérvios, Croatas e Eslovenos, mas o termo Iugoslávia (literalmente "Terra dos Eslavos do Sul") era o seu nome coloquial devido às suas origens.

## Futebol
A Iugoslávia competiu no Torneio Olímpico de Futebol pela primeira vez. Ela perdeu ambas as partidas.
Elenco
- Dragutin Vrđuka
- Vjekoslav Župančić
- Jaroslav Šifer
- Stanko Tavčar
- Slavin Cindrić
- Rudolf Rupec
- Dragutin Vragović
- Artur Dubravčić
- Emil Perška
- Ivan Granec
- Jovan Ružić
- Josip Šolc

Primeira Rodada
| 28 de agosto de 1920 | Tchecoslováquia                                      | 7–0 | Iugoslávia | Broodstraat, Antuérpia                 |
|                      | Vanik 20' 46' 79' · Janda 34' 50' 75' · Sedlacek 43' |     |            | Público: 600 Árbitro: Rafael van Praag |

Partida de consolação
| 2 de setembro de 1920 | Egito                    | 4–2 | Iugoslávia        | Olympisch Stadion, Antuérpia           |
|                       | Abaza · Allouba · Hegazi |     | Dubravčić · Ružić | Público: 500 Árbitro: Rafael van Praag |

Classificação final14°